# Pračica
Pračica (cyr. Прачица) – wieś w Czarnogórze, w gminie Pljevlja. W 2011 roku liczyła 78 mieszkańców.